# SN 2010fr
SN 2010fr – supernowa typu Ia odkryta 15 czerwca 2010 roku w galaktyce A141157+5204. W momencie odkrycia miała maksymalną jasność 22,30m.